# Plan marketing
Le plan marketing est un découpage dans le temps de la stratégie marketing d'une entreprise, elle-même partie importante de la politique générale de celle-ci.

Le plan marketing est un plan recensant concrètement des actions opérationnelles prévues pour une période donnée (une année par exemple). Il décrit donc les cibles de clientèle visées, les moyens à mettre en œuvre, les opérations à mener, les chiffres d'activité à atteindre et les échéances correspondantes.

## Types de plan Maketing
Les plans marketing peuvent être classés en plusieurs catégories, chacune répondant à des besoins spécifiques de l'entreprise et couvrant différents horizons temporels. Le plan marketing stratégique se concentre sur le long terme, généralement sur une période de trois à cinq ans, et définit les grandes orientations marketing de l'entreprise en alignement avec sa vision globale.
À l'inverse, le plan marketing opérationnel se focalise sur le court terme, typiquement une année ou moins, et détaille les actions concrètes à mener pour atteindre les objectifs définis dans le plan stratégique.
D'autres types de plans plus spécifiques incluent le plan marketing digital, qui se concentre exclusivement sur les stratégies et tactiques en ligne, le plan marketing produit, qui se focalise sur le développement et la promotion d'un produit particulier, et le plan marketing géographique, qui cible des marchés spécifiques définis par leur localisation.
La combinaison de ces différents types de plans permet aux entreprises d'aborder leur stratégie marketing de manière globale tout en restant flexibles et réactives aux changements du marché.

## Enjeux
Le plan marketing est un document qui définit l'application de la stratégie marketing au niveau des diverses unités de l'entreprise allant de la production à la commercialisation sur une période donnée. Il sert notamment de référence pour le service marketing chargé de formaliser la planification, préciser les objectifs marketing et contribuer à coordonner et suivre la réalisation.
Selon Philippe Villemus, "le plan marketing est un document composé de l'analyse de la situation marketing actuelle, des menaces et des opportunités du marché, des forces et faiblesses de l'entreprise, des objectifs, de la stratégie et des actions marketing chiffrées, programmées, budgétées et responsabilisées".
Pour simplifier, il est généralement subdivisé en 4 parties dissociables l'une de l'autre.
Ce sont les tactiques concernant le prix, la distribution, le produit et la promotion marketing.

## Démarche

### Élaboration et contenu
Le plan marketing est appliqué en tenant compte à la fois de la connaissance du marché, des buts et moyens de l'entreprise.
Son contenu peut prendre en compte par exemple les données suivantes :
- les cibles marketing (ce sont des couples segment marketing + gamme de produits) :
  - un segment marketing (ou segment de clientèle) est une catégorie identifiable de clients (et de prospects) visés ;
  - une gamme de produits est un ensemble de produits et services (existants et nouveaux) proposés à une clientèle (segment) donnée ou à l'ensemble de la clientèle ;

- les canaux de commercialisation (points de vente, chargés de clientèle, revendeurs, vente directe par courrier ou télévendeurs), eux aussi souvent organisés par segments et/ou gammes ;

- les actions de vente ou de promotion (publicité, démarchage, éventuellement pénurie organisée, tête de gondole…), définies par cibles et par canaux ;

- les objectifs de résultats (quantités, chiffres d'affaires, parts de marché, marges), établis par cibles, canaux, actions ;

- les budgets nécessaires et les moyens (financiers, physiques, humains), et méthodes à mettre en place, là encore par cibles, canaux, actions.

### Exécution
L'exécution d'un plan marketing demande un suivi rapproché de la mise en place des actions et de leurs résultats. Cela permet de remédier aux déviations possibles, ou de repérer et exploiter de nouvelles tendances et opportunités.
Ce suivi suppose à la fois un contrôle sur le terrain et la conception et l'utilisation d'indicateurs de gestion appropriés (tableau de bord).